# Jakten på röda rubinen
Jakten på röda rubinen var ett nöjesprogram som sändes i TV4 på fredagskvällarna under perioden 4 mars – 6 maj 1994 med Bengt Magnusson och Agneta Sjödin som programledare.
I programmet tävlade barn tillsammans med sina föräldrar. Föräldrarna befann sig i studion i Stockholm tillsammans med Bengt Magnusson och barnet i något annat land med Agneta Sjödin. I första delen av programmet gällde det för föräldrarna att lista ut i vilket land barnet befann sig. När de hade gjort det tog andra delen vid. Då gällde det för barnen tillsammans med Agneta Sjödin att hitta den röda rubinen. Några av resorna gick till Franska Guyana, Mont Blanc och Sahara. Som tävlande sågs bland andra skådespelaren och TV-kocken Per Morberg och dotter.